# WWEスピード王座
WWEスピード王座（WWE Speed Championship）は、アメリカ合衆国のプロレス団体WWEの王座の一つ。

## 歴史
2024年2月9日、WWEが制限時間5分の試合をX（旧Twitter）にて独占配信する新番組「WWEスピード」の構想を発表。3月27日には同番組が4月3日に放送を開始すること、試合時間は3分になることが発表された。番組放送開始から数週間に渡って、初代王者を決める8人トーナメントが行われ、4月26日にリコシェが優勝して初代王者となった。Raw、SmackDown、NXTに所属する全ての男性レスラーに挑戦資格がある。

## 歴代チャンピオン
| 歴代  | チャンピオン                 | 戴冠回数 | 保持日数 | 日付           | 場所                           |
| ----- | ---------------------------- | -------- | -------- | -------------- | ------------------------------ |
| 初代  | リコシェ                     | 1        | 42日     | 2024年4月26日  | オハイオ州シンシナティ         |
| 第2代 | アンドラーデ                 | 1        | 424日    | 2024年6月7日   | ケンタッキー州ルイビル         |
| 第3代 | ドラゴン・リー               | 1        | 263日    | 2024年11月15日 | ウィスコンシン州ミルウォーキー |
| 第4代 | エル・グランデ・アメリカーノ | 1        | 91日     | 2025年5月6日   |                                |